# Duché de Brabant
Pour les articles homonymes, voir Brabant.
1183 – 1430 / 1795
(842 ans)
Entités précédentes :
- Comté de Bruxelles
- Comté de Louvain
- Landgraviat de Brabant
- Brunengeruz

Entités suivantes :
- Département de la Dyle
- Département des Deux-Nèthes
- Pays-Bas bourguignons

Le duché de Brabant est un État féodal issu du démembrement de la Basse-Lotharingie en 1106 et est intégré au Saint-Empire romain germanique. Sa frontière occidentale est l'Escaut, qui le sépare du comté de Flandre, fief du royaume de France jusqu'en 1526.
Devenu possession des ducs de Bourgogne sous Philippe le Bon, il passe aux Habsbourg après la mort de la duchesse Marie de Bourgogne (1482), épouse de Maximilien d'Autriche, devenant la principale des Dix-Sept Provinces des Pays-Bas sous le règne du duc Charles VII (Charles Quint) puis de son fils Philippe IV (Philippe II d'Espagne). Bruxelles est alors la capitale des Pays-Bas, Malines le siège primatial et Anvers la principale place économique d'Europe, en liaison avec Séville et l'Amérique, Lisbonne et les Indes orientales.
L'insurrection néerlandaise contre Philippe II, qui commence en 1568, aboutit au partage de fait du duché en 1581 (sécession des Provinces-Unies) et en droit en 1648 (traité de Münster) : le nord du Brabant (Bois-le-Duc, Bréda) devient un territoire relevant de la république des Sept Provinces-Unies des Pays-Bas, tandis que le sud, y compris Anvers reprise en 1585, mais désormais en déclin face à Amsterdam et Rotterdam, reste un fief relevant du Saint-Empire, aux mains des Habsbourg d'Espagne (Pays-Bas espagnols), puis (1714) des Habsbourg d'Autriche (Pays-Bas autrichiens).
Après les vicissitudes de la période 1794-1830 (annexion des Pays-Bas autrichiens par la France révolutionnaire (1794-1814), royaume uni des Pays-Bas (1814-1830), révolution belge de 1830), le nord du Brabant devient une des provinces des actuels Pays-Bas, tandis que le sud devient une composante de l'actuelle Belgique.
Selon les époques, il couvrait les actuelles province néerlandaise de Brabant-Septentrional, et provinces belges d'Anvers, du Brabant wallon et du Brabant flamand.
Il incluait alors les villes de Berg-op-Zoom, Anvers, Louvain, Malines, Ninove, Grammont, Vilvorde, Tirlemont, Grimbergen, Nivelles, Gembloux, Sombreffe, Jodoigne, Turnhout et Bruxelles, qui en devient la capitale au XVe siècle.

## Histoire

### XIesiècle

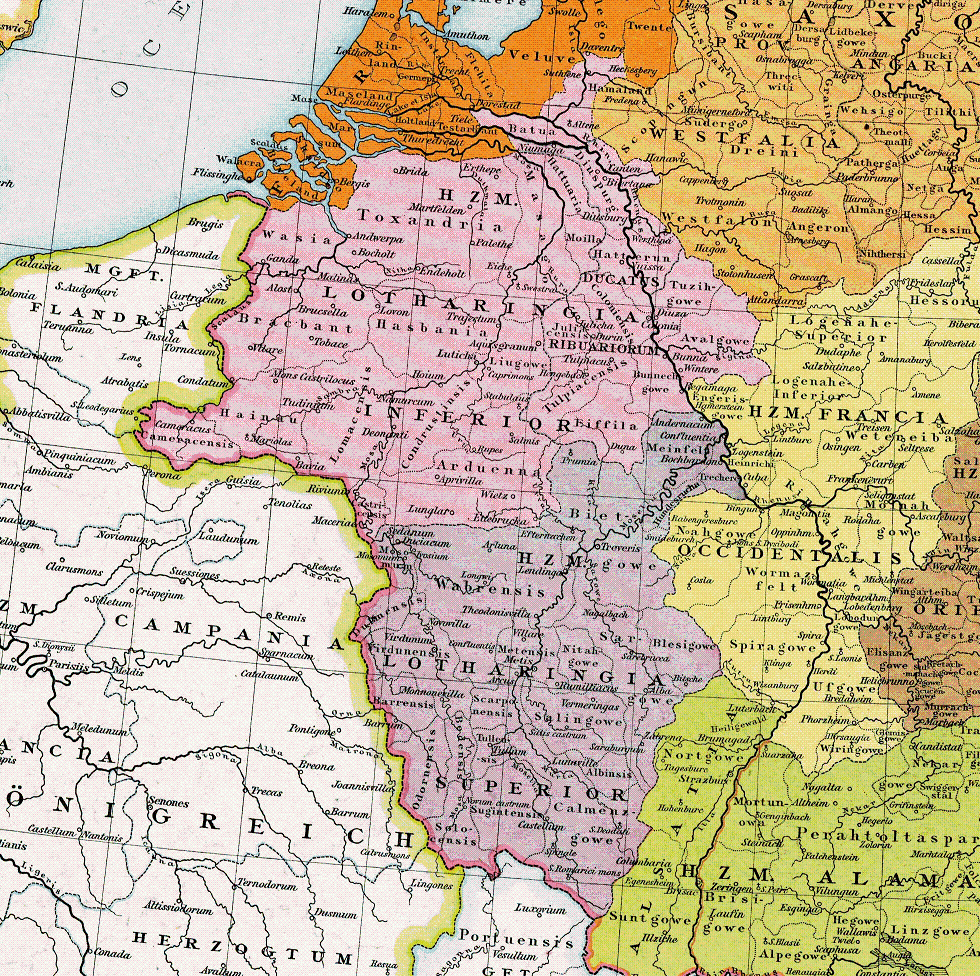
Le Brabant en Basse Lotharingie en l'an 1000.

Vers 1085, les comtes de Louvain fusionnent les comtés de Louvain et de Bruxelles. Ceux-ci sont également nommés landgraves de Brabant.

### XIIesiècle
En 1106, Godefroid Ier, landgrave de Brabant, est nommé duc de Basse-Lotharingie — sous le nom de Godefroid V — par Henri V et reçoit le marquisat d'Anvers.

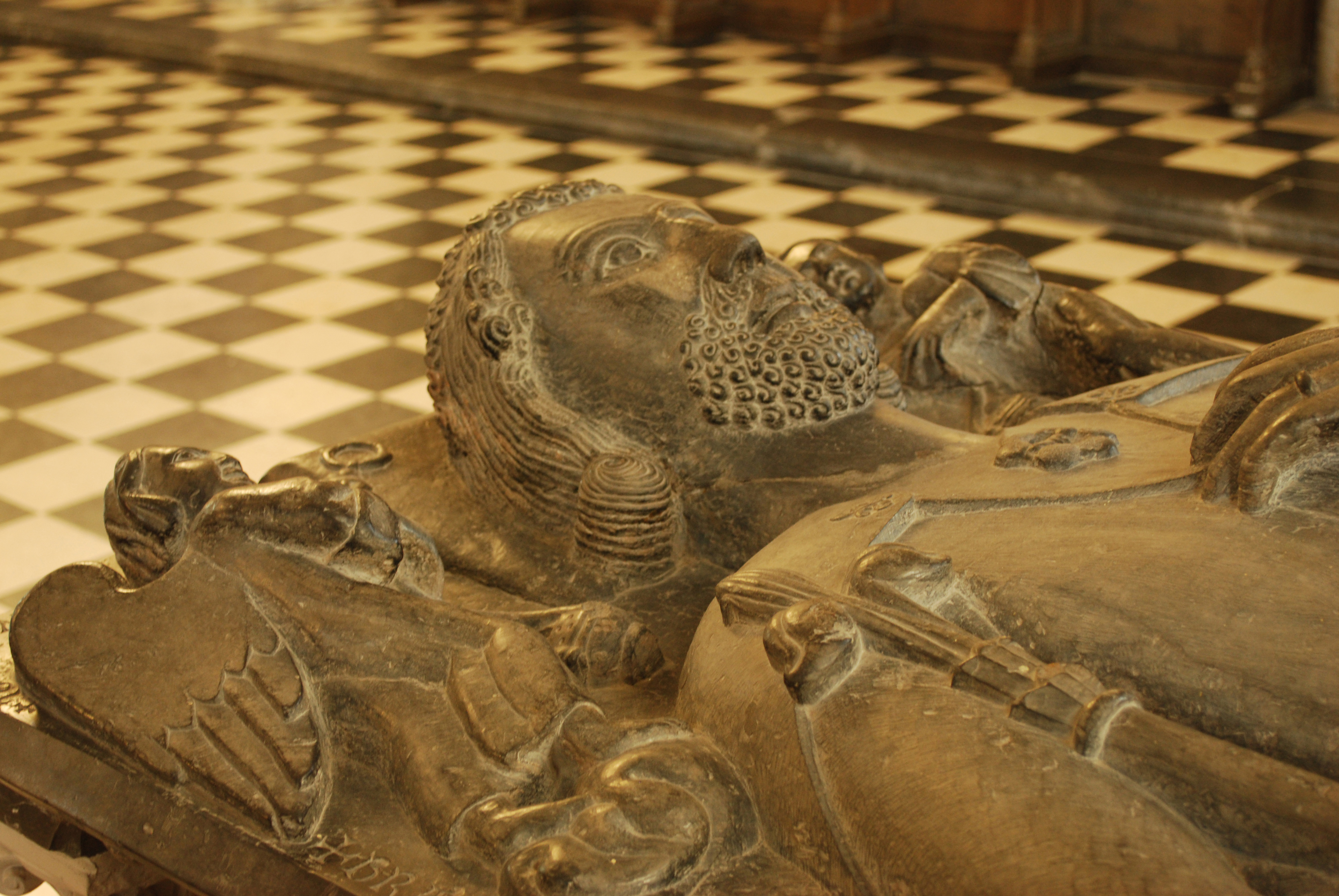
Henri Ier de Brabant.

Frédéric Barberousse fusionne les comtés de Louvain et Bruxelles avec le Landgraviat de Brabant et l'élève en duché en 1183 en faveur de Henri Ier de Brabant, premier duc de Brabant.
Article détaillé : Liste des ducs et duchesses de Brabant.
Henri Ier de Brabant fonde Bois-le-Duc en 1185.
Le 23 septembre 1190, à la diète de Schwäbisch Hall, le duc de Basse-Lotharingie perd son autorité territoriale en dehors des terres des comtes de Louvain. En même temps, Henri Ier de Brabant reçoit le pouvoir ducal dans ses propres territoires et le titre honorifique de duc de Lothier. Il s'ensuivit un conflit ouvert avec les comtes du Hainaut et de Namur (devenu marquis du Saint-Empire en 1190), connu sous le nom de guerres de Lembeek dans lequel chacun essayait de reprendre des territoires à l'autre. Un traité de paix fut finalement signé en 1194, fixant définitivement les frontières entre le Brabant et le Hainaut.

### XIIIesiècle: un état fort et moderne
En 1262, Adélaïde de Bourgogne, veuve d'Henri III de Brabant, fonde le prieuré de Val Duchesse qui s'étendra sur plus de 12 hectares.
Le premier château de Gaesbeek est construit en 1240 pour protéger le duché et Bruxelles contre les velléités des comtés de Hainaut et de Flandre.
Marie de Brabant (1254-1321), fille d'Adélaïde et d'Henri III, épouse Philippe III le Hardi (1245-1285), roi de France, en 1274.

#### Les chartes
Les ducs Henri II de Brabant et Henri III de Brabant conçurent leur testament comme des outils politiques destinés à assurer la continuité du pouvoir et la stabilité du duché et accorder droits et privilèges à leurs administrés. Ainsi, Henri II, quelques jours avant sa mort, fixe quelques principes pour la gestion future du duché, en concertation avec son fils, héritier, et après discussion avec ses vassaux et les représentants de l'Église : modérer les dépenses, ne pas lever d'impôt sans le consentement des sujets, abolition de la mainmorte. C'est la charte du 22 janvier 1248. Henri III, à son tour, soulage la population de « la taille, exactions et précaires » — sauf en certaines circonstances, énumérées — dans une charte testamentaire du 26 février 1261. En 1312, Jean II poursuivra sur cette lignée avec la charte de Cortenbergh (voir ci-dessous).
À partir de 1215, se développe une nouvelle entité, la cuve de Bruxelles ((nl) Kuype van Brussel). Elle se compose de l'ensemble des territoires où s’appliquent les mêmes privilèges que ceux accordés à la Ville de Bruxelles intra muros. C'est un espace qui acquiert une certaine autonomie à l'égard du pouvoir ducal et qui, partant, forme progressivement une unité socio-économique susceptible de se développer distinctement et qui préfigure l'espace socio-économique actuel autour de la région de Bruxelles-Capitale.
Henri II fut enterré avec sa deuxième épouse Sophie de Thuringe au chœur de l'église de l'abbaye de Villers-la-Ville ; Henri III et Adélaïde de Bourgogne furent inhumés au chœur de l'église Notre-Dame des Dominicains (nl) de Louvain, alors en construction.

#### Vie culturelle
Henri III cultivait la poésie française et serait l'auteur de quelques chansons.
Le roman d'aventures en vers Sone de Nansay, qui aurait été rédigé vers 1275 à l'instigation d'Adélaïde de Bourgogne, fait des allusions à des situations réelles et des personnages qui vivent à la cour de Brabant. Il sert à l'éducation du second fils d'Adélaïde, Jean Ier.

#### Intégration du duché de Limbourg
Le duché s'étend vers l'est, et, après sa victoire à Worringen en 1288, formera avec le duché de Limbourg une alliance qui durera près de cinq siècles — les ducs de Brabant portent désormais également le titre de duc de Limbourg.
Devenu riche et puissant, le duché de Brabant peut aussi s'affranchir du Saint-Empire romain, sans pour autant quitter son allégeance à celui-ci. Économiquement, le duché va jouer un jeu égal avec son voisin, le comté de Flandre.

### XIVesiècle

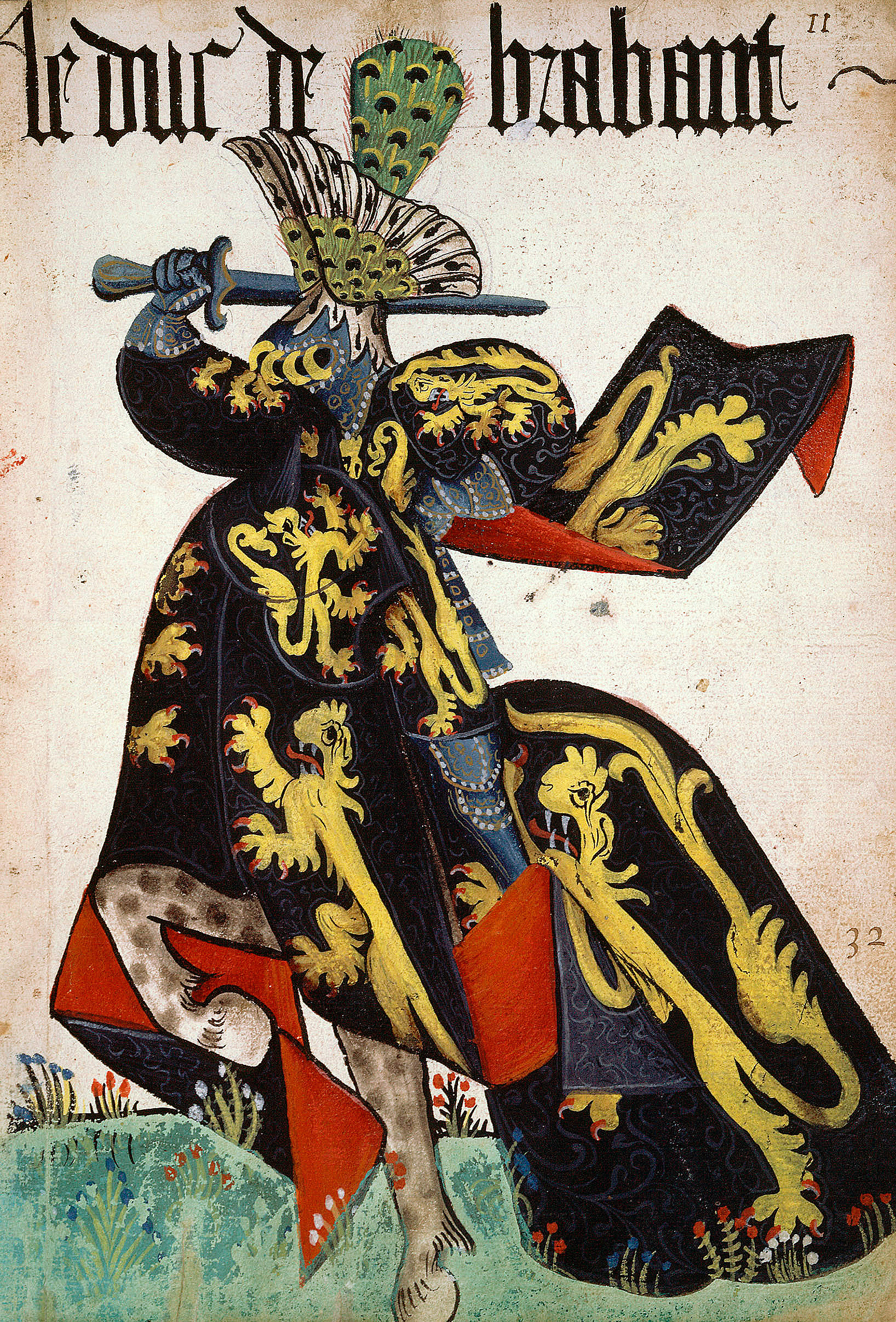
Le Duc de Brabant, dans le carrousel de la Toison d'Or (XVe siècle).

#### Une constitution

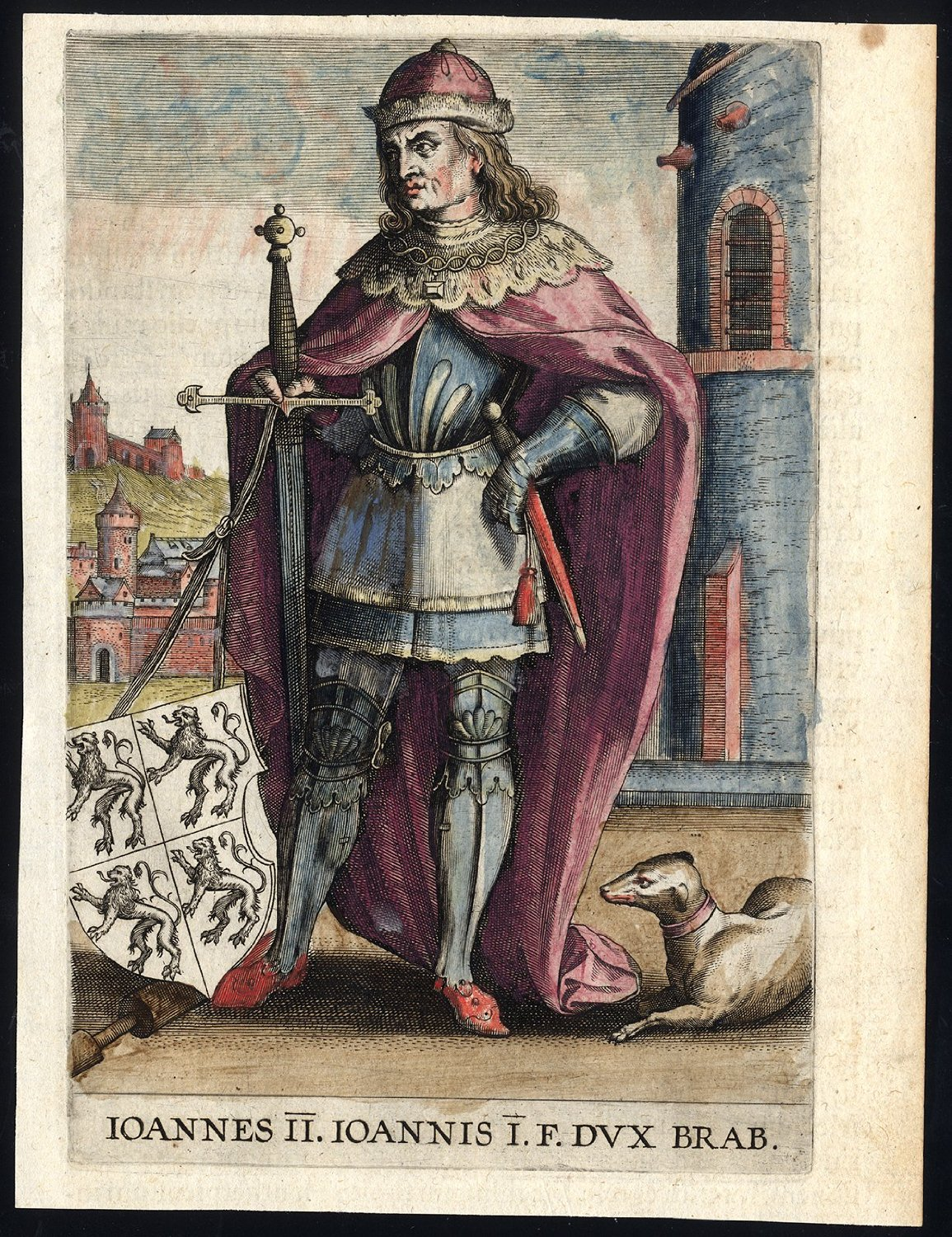
Jean II de Brabant

En 1312, dans l'esprit des chartes testamentaires de 1248 et 1261 de ses prédécesseurs (voir ci-dessus), le duc Jean II de Brabant donne une constitution au duché en signant la Charte de Cortenbergh qui constitue un des premiers actes de constitution d'un État de droit moderne. Elle prévoit en particulier la constitution du Conseil souverain de Brabant. Sa portée fut confirmée et étendue par la charte dite la Joyeuse entrée de 1356.

#### Guerre de succession
Après la mort de ses fils, le Duc Jean III de Brabant se retrouva sans héritier mâle. Pour limiter le risque de conflit entre ses trois filles et gendres après son décès, il désigna pour lui succéder l’ainée de ses filles, Jeanne de Brabant, qui avait épousé Wenceslas de Luxembourg. Il fit promettre aux époux ainsi qu'aux villes du duché d’en maintenir l’intégrité territoriale, avant de mourir le 5 décembre 1355.
En dépit de ces dispositions, le seigneur du comté de Flandre voisin, Louis II de Flandre, dit Louis de Male, époux de Marguerite (la sœur cadette de Jeanne), réclama le démembrement du duché et une partie de celui-ci en compensation du fait que, selon lui, lors de son mariage avec Marguerite, le Duc Jean III de Brabant lui avait promis une dot qui n’aurait jamais été payée. Il affirmait en outre n'avoir jamais reçu l’entièreté du payement pour la vente de Malines par le comté de Flandre au duché de Brabant quelques années plus tôt, en 1347.
Face au refus de Jeanne et Wenceslas, Louis de Male déclara la guerre au duché de Brabant le 15 juin 1356. La paix ne fut signée que le 4 juin 1357 à Ath, à la suite de l'arbitrage du comte de Hainaut, favorable au comte de Flandre. En vertu de ce traité, en échange de la reconnaissance officielle par le comte de Flandre de la souveraineté de la Duchesse Jeanne sur le duché de Brabant, le comte fut autorisé à conserver le titre honorifique de Duc de Brabant jusqu’à sa mort. En outre, Malines dut être cédée à la Flandre et Marguerite reçut la ville d’Anvers et ses dépendances.

#### Successions difficiles
En 1384, à la mort de Louis de Male, le duché de Brabant voit l'État bourguignon s’étendre à ses frontières, Philippe le Hardi (duc de Bourgogne et quatrième fils du Roi Jean II de France) ayant épousé en 1369 Marguerite III de Flandre, la fille de Louis de Male et de Marguerite, unique héritière du défunt comte de Flandre.

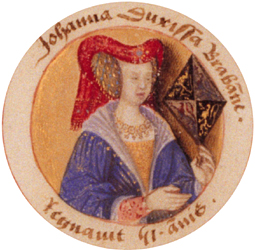
Jeanne de Brabant

En 1405, un an avant son décès, Jeanne de Brabant abdiqua. Sans enfant, elle désigna pour lui succéder à la tête des duchés de Brabant et de Limbourg son petit-neveu Antoine de Brabant, petit-fils de sa sœur Margueritte, né en 1384, et petit-fils, par son père (Philippe le Hardi) du roi Jean II de France. Son autre sœur, Marie, n’ayant comme elle pas eu d’enfant, Jeanne permettait par ces dispositions qu’à travers la descendance de sa sœur Marguerite, le futur duc de Brabant soit l’un des arrière-petits-fils de Jean III de Brabant.
En dépit des liens fraternels qui unissaient Antoine de Brabant et Jean sans Peur de Bourgogne (tous deux fils de Philippe le Hardi), le duché de Brabant restera encore indépendant de l’État bourguignon pendant 25 ans.
Le fils d’Antoine, Jean IV de Brabant, fondera l'université de Louvain en 1425.
Jean IV n'ayant pas eu d'enfant, à sa mort en 1427 le duché revint en héritage à son frère Philippe de Saint-Pol. Celui-ci décède trois ans plus tard seulement, le 4 août 1430. À défaut, à nouveau, d'héritier, le duché passe aux mains de leur cousin, Philippe le Bon, fils de Jean sans Peur. Le duché de Brabant relève ainsi, désormais, de la dynastie bourguignonne et en particulier des Pays-Bas bourguignons.
Depuis 1383, le duché est gouverné par une femme déjà âgée et ensuite par trois princes dont les règnes avaient été relativement courts. Les deux derniers princes sont très jeunes quand ils arrivent au pouvoir. Ce qui laisse penser que l'entourage en profita pour asseoir son influence.

### Période bourguignonne (1430-1515)

#### Formation des Pays-Bas bourguignons (à partir de 1384)
Les ducs de Bourgogne de la maison de Valois acquièrent (par mariage) à partir de 1384 le comté de Flandre, le comté d'Artois et le comté de Rethel.
Le duc Philippe le Bon, qui règne de 1419 à 1467, étend considérablement les domaines bourguignons dans cette région. En 1430, déjà comte de Flandre, comte d'Artois et comte de Namur, il devient duc de Brabant et duc de Limbourg. Par la suite, il devient comte de Hainaut, comte de Hollande, comte de Zélande et duc de Luxembourg.
Ces fiefs, dont certains sont de France et d'autres d'Empire, forment une entité, les Pays-Bas bourguignons, appelés à l'époque (par les ducs eux-mêmes) « Pays de par-deça » (par opposition aux Pays de par-delà, le duché de Bourgogne et le comté de Bourgogne). Le nom de « Leo Belgicus » commence à apparaître.

#### Le Brabant sous le règne de Philippe le Bon (de 1430 à 1467)
Sous Philippe le Bon, Bruxelles conforte son statut de capitale du Brabant, devenant une des villes majeures de la cour de Bourgogne, qui réside au palais du Coudenberg. Celui-ci est agrandi et embelli.

#### Le règne Charles le Téméraire (1467-1477)
Charles le Téméraire, fils de Philippe le Bon, veut créer un véritable État, notamment en acquérant des fiefs situés entre les Pays de par-deçà et les Pays de par-delà, ainsi que le statut de roi. Mais cela implique un conflit violent avec le roi de France, seigneur suzerain du comté de Flandre, du comté d'Artois et du duché de Bourgogne.
Le duc de Bourgogne se heurte aussi aux intérêts des cantons suisses confédérés et du duc de Lorraine. C'est à Nancy qu'il trouve la mort en janvier 1477.
Au cours de son règne, Charles fait de Malines la capitale judiciaire des Pays-Bas, siège du Parlement de Malines.

#### Le règne de Marie de Bourgogne (1477-1482)
Âgée de 20 ans, son héritière, la duchesse Marie est immédiatement attaquée par Louis XI qui lance la guerre de Succession de Bourgogne, s'emparant du duché de Bourgogne (janvier 1477) et occupant le comté de Bourgogne.
Pour amadouer ses sujets des Pays-Bas, elle est obligée de leur concéder le Grand privilège des Pays de par-deçà (février 1477), qui annule les réformes centralisatrices de Charles le Téméraire.
Puis, en août, elle épouse un prince de haut rang, l'archiduc Maximilien d'Autriche, fils de l'empereur Frédéric III, chef de la maison de Habsbourg.
Marie meurt en 1482, accidentellement.

#### Le règne de Philippe le Beau et les régences de Maximilien d'Autriche
Maximilien devient régent de l'État bourguignon, réduit de fait aux Pays-Bas bourguignons. Les villes néerlandaises (notamment flamandes) l'obligent à conclure la paix avec le roi de France (traité d'Arras, décembre 1482), dans des conditions très défavorables. La mort de Louis XI en août 1483 incite Maximilien à reprendre la guerre, mais il se heurte à l'opposition catégorique des villes de Flandre et de Brabant, qui se révoltent (1483-1485 et 1487-1491). Le traité de Senlis (1493) avec la France lui permet de récupérer le comté de Bourgogne.
Devenu chef de l'Empire en 1493, il cesse d'être régent de Bourgogne en 1496, laissant le gouvernement à son fils Philippe, né en 1478. Celui-ci, marié en 1497 à une princesse espagnole, Jeanne de Castille, devient roi (consort) de Castille en 1506, mais meurt deux mois après à Burgos.
Maximilien reprend la régence, puis la concède à la sœur de Philippe, Marguerite, aussi chargée d'éduquer les enfants de Philippe et Jeanne nés aux Pays-Bas, notamment Charles de Gand, le futur Charles Quint (sa sœur aînée est née à Louvain, ses deux sœurs cadettes à Bruxelles).
Durant cette période, les deux principales villes des Pays-Bas bourguignons sont Bruxelles et Malines. Celle-ci redevient la capitale judiciaire en 1504, quand Philippe rétablit le Parlement de Malines, sous le nom de Grand conseil des Pays-Bas.
C'est aussi à cette époque que le Brabant connaît un développement économique notable, lié au déclin des villes flamandes, notamment de Bruges, dont l'activité portuaire (gênée par l'ensablement) et commerciale se déplace vers Anvers, sur le point de devenir la première place d'Europe.

### Le duché de Brabant sous Charles Quint (1515-1555)

#### De Charles de Habsbourg (1500) à Charles Quint (1520)
Arrière-petit-fils de  Charles le Téméraire (en ligne maternelle) et petit-fils de Maximilien d'Autriche (en ligne paternelle), Charles de Habsbourg, né à Gand (comté de Flandre) en 1500, hérite du titre de « duc de Bourgogne » et de la souveraineté sur les fiefs des Pays-Bas bourguignons en 1506, à la mort de son père Philippe le Beau.
L'avènement effectif de Charles et la fin de la régence de Maximilien et de Marguerite sont reconnus par les États généraux en 1515, à sa majorité légale. Il devient donc duc de Brabant, comte de Flandre, comte de Hollande, etc..
En 1516, à la mort de son grand-père Ferdinand II d'Aragon, il devient régent de Castille et d'Aragon pour le compte de sa mère Jeanne (1479-1555), internée. Parti dès 1516 en Espagne, il est rapidement reconnu comme roi en même temps que sa mère (« Nous, Jeanne et Charles, reine et roi de Castille, d'Aragon, etc. »). En 1519, à la mort de Maximilien, il devient chef de la maison de Habsbourg. En 1520, il est élu roi des Romains, prenant la tête du Saint-Empire. En tant que roi de Castille et d'Aragon, il est Charles Ier ; en tant qu'empereur, il est Charles V (couramment en français : Charles Quint). En tant que duc de Brabant, il est Charles VII.
Il est à noter que les Pays-Bas bourguignons ne sont une possession ni du royaume de Castille, ni du royaume d'Aragon, mais une possession féodale de Charles de Habsbourg, par ailleurs roi de Castille et d'Aragon. Certains de ces fiefs relèvent du royaume de France, d'autres (les plus nombreux, dont le Brabant) du Saint-Empire.

#### Charles Quint et les Pays-Bas
Durant son règne, Charles Quint ne séjourne pas régulièrement aux Pays-Bas. Il laisse donc à sa tante Marguerite la fonction de « régente et gouvernante », qu'il attribue à sa sœur Marie (1505-1558) en 1530 à la mort de Marguerite. Ce sont ces deux femmes qui sont le plus souvent responsables du gouvernement des Pays-Bas et de la cour, résidant soit à Bruxelles (palais de Coudenberg) soit à Malines.
Le gouvernement et la cour rassemble des personnalités issues des différentes possessions de Charles.
D'Espagne, Charles revient aux Pays-Bas en 1520, sur le chemin vers son couronnement comme roi des Romains à Aix-la-Chapelle. Or, en 1519, le conquistador Hernán Cortés lui a envoyé à Séville, depuis Vera Cruz, des objets d'art aztèques (cadeaux de Moctezuma II). Charles les emmène avec lui et ils sont exposés au palais de Coudenberg, où le peintre Albert Dürer, venu solliciter l'empereur, a l'occasion de les voir.
Son règne correspond à une période de grande prospérité pour le duché de Brabant. Anvers devient le relais en Europe du Nord des ports de Lisbonne (épices) et de Séville (or et argent), liés à l'Amérique (les Indes occidentales) et à l'Asie (les Indes orientales). À la fin de son règne, Anvers est devenue une ville d'importance mondiale.

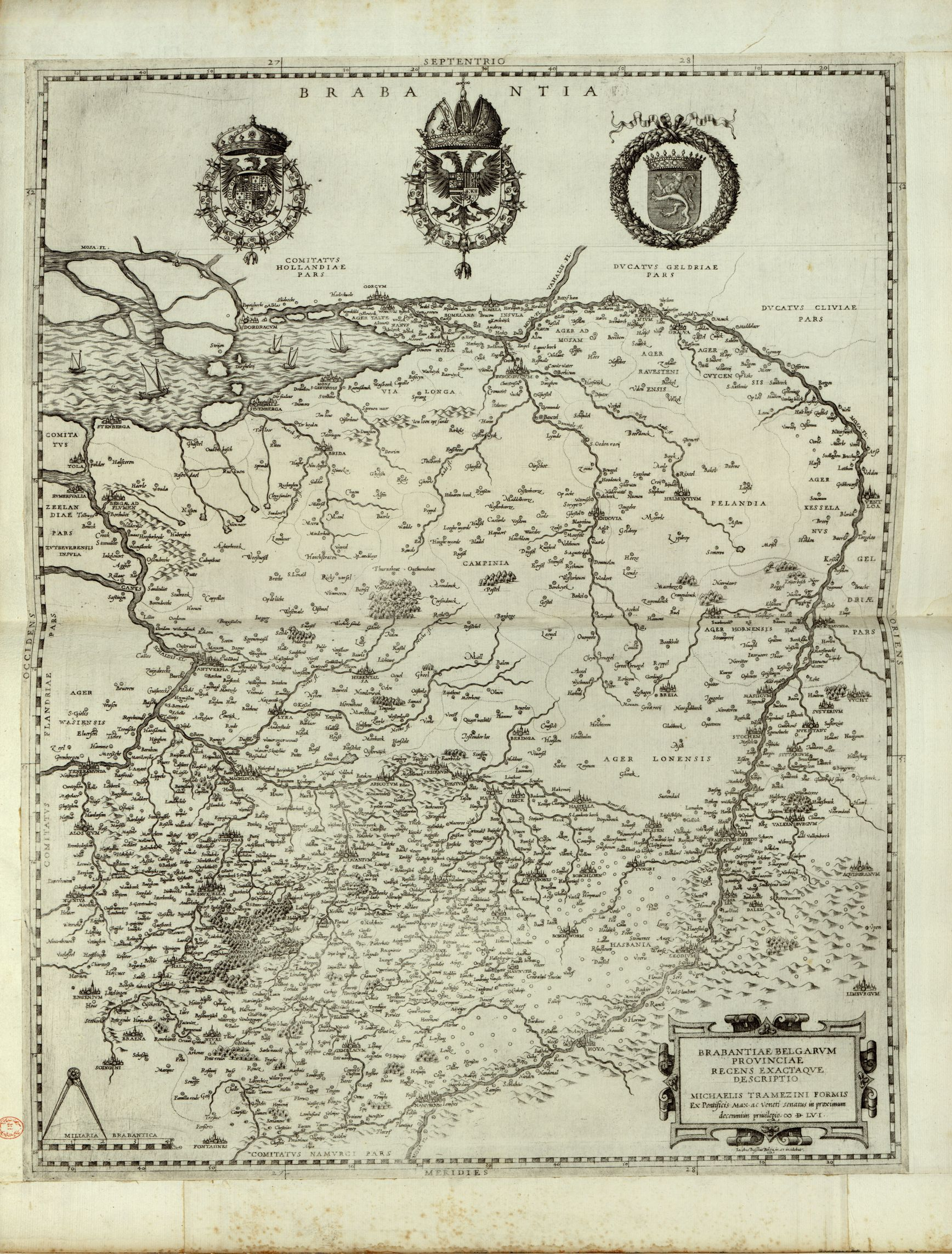
Jacob van Deventer, carte de la province de Brabant, 1556.

En octobre 1555, Charles abdique ses possessions des Pays-Bas (les Dix-Sept Provinces) au profit de son fils Philippe, qui devient roi d'Espagne en janvier 1556. Marie de Hongrie abandonne sa fonction de régente après l'abdication de Charles, qui donne lieu le 25 octobre à une cérémonie au palais de Coudenberg, en présence des États généraux, qui reconnaissent Philippe comme successeur. Durant cette cérémonie, l'empereur fatigué s'appuie sur l'épaule d'un de ses officiers les plus proches, le prince Guillaume d'Orange.

#### Le Brabant dans les Dix-Sept Provinces
Charles Quint intègre en un état les territoires des ducs de Bourgogne ; le duché relève ainsi de la confédération des Dix-Sept Provinces. Chaque province y conserve une large autonomie, mais la fédération est gérée de façon centrale, à travers les états généraux tels qu'institués par Philippe le Bon.[pas clair]
En 1531, Charles Quint crée trois conseils centraux : le Conseil d'État (pour les questions juridiques), le Conseil privé (grands enjeux politiques) et le Conseil des Finances. Cette organisation traduit la volonté de mieux contrôler les rouages financiers et juridiques complexes. Elle permet aussi de limiter le pouvoir de l'aristocratie aux questions juridiques, en les confinant au Conseil d'État, alors que les deux autres organes, aux missions plus techniques, sont confiés à un personnel mieux formé et issu de milieux plus modestes.
La Pragmatique Sanction en 1549 fixa que les provinces devaient demeurer unies sous une même couronne. Charles Quint crée en ce sens le titre de seigneur des Pays-Bas que seuls lui-même et son fils Philippe II d'Espagne porteront.

#### Politique religieuse
L'apparition du protestantisme est fixée à 1517. De nombreux paysans appauvris se révoltent et se rallient au nouveau culte — qui tend à condamner les excès du clergé catholique. Lors de la diète de Spire de 1526, les électeurs du Saint-Empire conviennent du décret de l'état d'urgence et décident que chaque prince choisit le culte à pratiquer dans son État — les opposants étant contraints de fuir vers un autre État favorable à leur foi — et s'engagent mettre en œuvre des mesures pour améliorer les conditions des populations qui se sont révoltées.
Charles Quint se montre hostile à ces dispositions, décidées en son absence. Il convoque en 1529, avec son frère Ferdinand Ier, une seconde diète de Spire lors de laquelle il fait révoquer les concessions de 1526 : condamnation des idées réformistes, lutte contre leur développement, réinstauration du culte catholique et de la messe en latin et renforcement de l'édit de Worms de (1521). Sur ces bases, Charles-Quint entame alors une lutte contre le protestantisme et édicte des lois sévères, sous peine de mort, pour contrer son développement.

### Règne de Philippe II (1555-1598) et sécession des Provinces-Unies (1581)

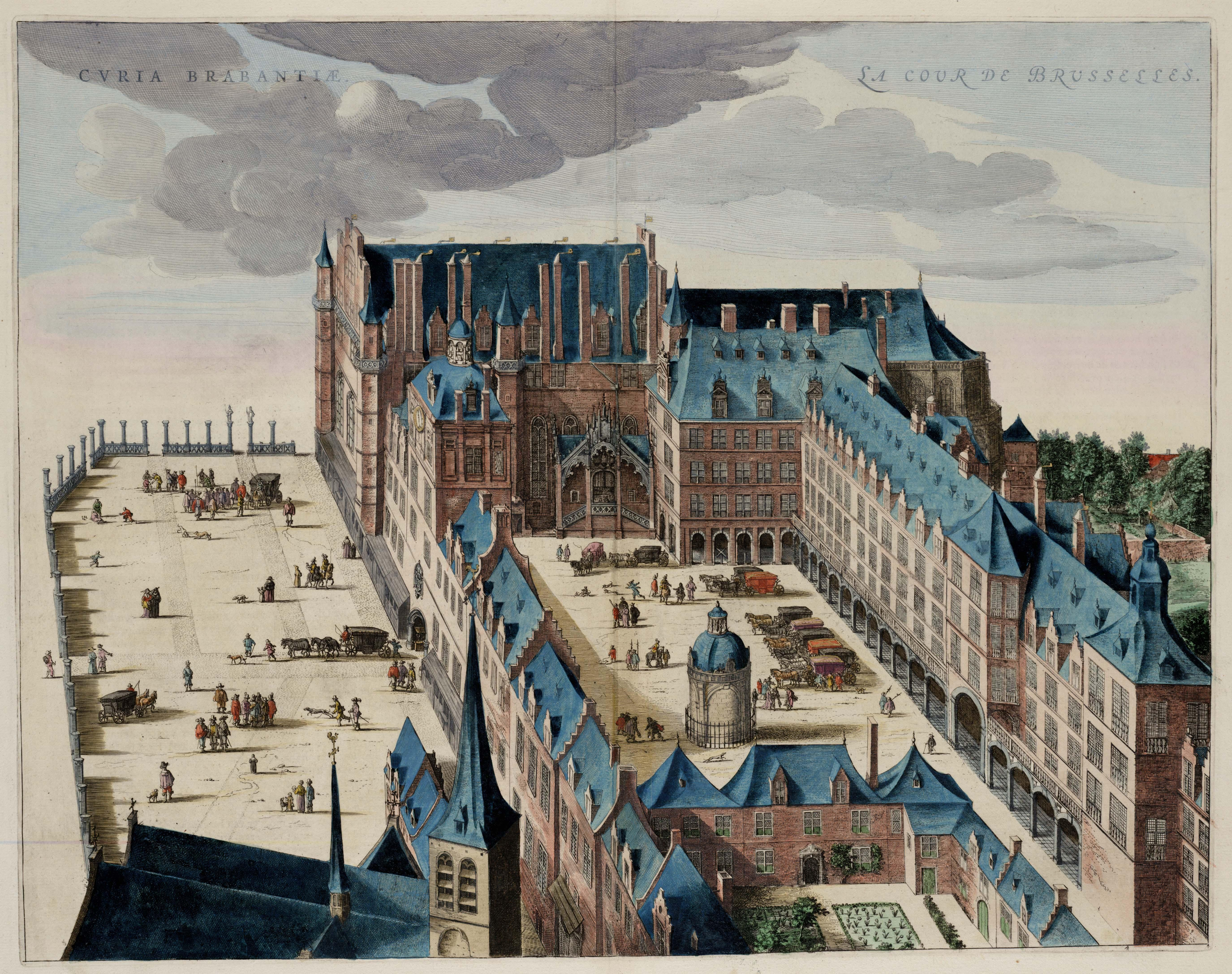
Le palais du Coudenberg en 1649.

Après l'abdication de Charles Quint en 1555, Philippe recueille les héritages bourguignon et espagnol de son père. L'héritage habsbourg est dévolu au frère de Charles, Ferdinand (1503-1564), qui est élu empereur en 1558. Outre les Pays-Bas et l'Espagne (Castille, Aragon, Navarre, Canaries), Philippe détient les colonies d'Amérique (vice-royautés de Nouvelle-Espagne et de Pérou) et des Philippines, les royaumes de Naples et de Sicile, etc.

#### La onzième guerre d'Italie (1557-1559)
Après le départ de Marie de Hongrie, Philippe nomme le duc de Savoie Philibert II comme régent des Pays-Bas.
Alors que la dixième guerre d'Italie (1552-1556) n'a pas touché les Pays-Bas, ils sont le théâtre principal des opérations de la onzième (1557-1559), à Saint-Quentin, Calais, Gravelines. C'est une période où l'entente est bonne entre le nouveau prince et la noblesse néerlandaise, à la tête des armées.
La guerre s'achève avec les traités du Cateau-Cambrésis (2-3 avril 1559).

#### Régence de Marguerite de Parme (1559-1566)
Après les traités, l'année 1559 est une année de discussion aux Pays-Bas, notamment sur les questions religieuses.
Avant de repartir pour l'Espagne, Philippe II choisit sa demi-sœur, Marguerite (1522-1586), née à Audenarde, mais devenue duchesse de Parme (épouse d'Octave Farnèse), comme régente et gouvernante. La séance des États généraux du 7 août 1559 est tendue. Les députés demandent le départ des troupes « étrangères » (celles qui ne sont pas originaires des Pays-Bas). Philippe part le 11 août.
Sous la régente Marguerite, Bruxelles est la capitale permanente du Brabant et des Pays-Bas. Normalement, la régente devrait gouverner avec le Conseil d'État, où la noblesse néerlandaise est représentée par trois hommes de haut rang : le comte Lamoral d'Egmont, le comte de Hoorn Philippe de Montmorency et le prince Guillaume d'Orange-Nassau. Mais Philippe a laissé trois fidèles auprès de Marguerite : Viglius van Aytta (originaire de Frise), le Hennuyer Charles de Berlaymont (du Hainaut) et Antoine Perrenot de Granvelle (du comté de Bourgogne), évêque d'Arras.
Une réforme essentielle de cette période est la réforme des diocèses des Pays-Bas (1560-1561) : à la place des six évêchés existants, sont établis dix-huit évêchés (dix-sept plus l'évêché de Liège, qui ne fait pas partie des possessions de Philippe) dont trois archevêchés (Cambrai, Utrecht et Malines). L'archevêché de Malines, dont le premier titulaire est Antoine Perrenot de Granvelle, qui devient aussi cardinal, est siège primatial des Pays-Bas. Cette réforme fait des Pays-Bas de Philippe II un État doté d'une exceptionnelle unité ecclésiastique.
En revanche, il est divisé sur le plan religieux, entre catholiques et protestants. Le protestantisme est apparu dès les années 1520 aux Pays-Bas (luthéranisme), mais vers 1550, il se développe considérablement sous la forme du calvinisme, notamment dans les milieux de l'artisanat en Flandre et au Brabant. Charles Quint a institué une politique de répression, sans toutefois instaurer l'Inquisition espagnole (le tribunal du Saint-Office) aux Pays-Bas.
Philippe II est encore plus hostile aux protestants, alors que nombre des nobles néerlandais catholiques sont partisans de la liberté d'opinion religieuse, voire d'une certaine liberté de culte. Ils pensent aussi que la répression religieuse est nuisible pour les libertés traditionnelles des provinces et des villes.
L'opposition de la noblesse à la politique de Philippe II et de ses trois conseillers aboutit à une crise en 1564 : Philippe II est contraint de mettre fin aux fonctions politiques de Granvelle, qui est exilé à Besançon (tout en restant archevêque de Malines). Mais cela ne va pas suffire.

#### Les causes de l'insurrection (1565-1567): du compromis des nobles à l'arrivée du duc d'Albe
En 1565, l'opposition de la noblesse se concrétise par un ralliement autour d'un texte, le compromis des nobles, liste de revendications proposée à la signature publique (une pétition). Des centaines de personnes signent, protestants ou catholiques modérés.
En avril 1566, une délégation des signataires vient présenter la pétition à la gouvernante au palais du Coudenberg. Cette rencontre aboutit à un épisode célèbre : Charles de Berlaymont aurait dit à Marguerite « Ce ne sont que des gueux ». Les délégués reprennent cette injure à leur compte et organisent un peu plus tard un « banquet des Gueux ». Les discussions entre la gouvernante et le Conseil d'État à la suite de cette entrevue aboutissent à une décision de suspendre la répression religieuse.
Dans ces circonstances, des calvinistes extrémistes lancent des actions qui aboutissent en août 1566 à la « furie iconoclaste » (destruction de mobilier religieux catholique), qui dégénère en une guerre civile, notamment à Valenciennes qui se révolte ouvertement. Soumise à un siège approuvé par les conseillers d'État Egmont, Hoorn et Orange (tandis que les pétitionnaires se divisent), la ville tombe en mars 1567. Au printemps 1567, l'ordre paraît rétabli.
Mais Philippe II, informé, pense que Marguerite n'a pas été suffisamment dure. Il décide d'envoyer aux Pays-Bas un contingent des tercios, commandé par Fernand Alvare de Tolède, duc d'Albe. Celui-ci arrive à Bruxelles le 20 août 1567. Le prince d'Orange, percevant la menace qui pèse sur lui  a quitté les Pays-Bas. Le duc d'Albe instaure un tribunal d'exception le Conseil des troubles, et le 9 septembre, fait arrêter les comtes d'Egmont et de Hoorn. La gouvernante, comprenant qu'elle n'a plus le pouvoir, abandonne ses fonctions et repart en Italie en décembre.
De nombreux Néerlandais suivent l'exemple du prince d'Orange et quittent le pays.

#### L'insurrection (1568-1579)
C'est le début d'un soulèvement général sous la direction de Guillaume Ier d'Orange-Nassau, qui avait été un proche de Charles Quint, et de Philippe de Marnix de Sainte-Aldegonde, protestant issu d'une famille de Savoie. Initialement, le duché de Brabant fera sécession en vue de former les Provinces-Unies avec les provinces du nord des Pays-Bas, mais il sera en fait coupé en deux à l'issue de la guerre de Quatre-Vingts Ans. Cette guerre entraînera des destructions massives et verra Bruxelles en ville protestante pendant dix ans, avant d'être reprise par les troupes catholiques d'Espagne au terme d'un siège d'un an.
Les milices du Brabant et les troupes des états généraux se heurteront inlassablement à deux sortes d'adversaires : d'une part les troupes espagnoles et, d'autre part, de plus en plus, au fur et à mesure que les années passent, les armées des Pays-Bas du nord groupant une majorité de mercenaires allemands. C'est que la solidarité initiale des provinces du Leo Belgicus n'est plus qu'un souvenir car les provinces du nord sont définitivement passées au protestantisme. Des catholiques y ont droit d'exercer leur culte dans certaines régions et l'hostilité à l'Espagne sert de ciment pour assembler les habitants de confessions opposées. Tandis que, dans le sud, Brabant compris, l'hostilité aux Espagnols va de pair avec une restauration de la religion catholique que les rebelles finissent par avoir en commun avec l'Espagne. D'où des situations complexes dans lesquelles la fidélité religieuse et la rébellion politique se contredisent souvent, engendrant des événements inextricables dans lesquels des nobles et des commandants d'armées changent parfois de camp.

#### La sécession des Provinces-Unies (1579-1581)
Les Dix-Sept Provinces se séparent : les provinces du nord, protestantes, se constituent en Provinces-Unies, emportant avec elles le nord du duché de Brabant.
Les provinces du sud restent sous la domination de Philippe. On les désigne sous le nom de Pays-Bas méridionaux.

#### François d'Anjou duc de Brabant et prince des Pays-Bas (1582-1584)
François de Valois, duc d'Anjou, frère du roi de France Henri III, est choisi comme prince par les États généraux. C'est un catholique, mais du parti des modérés, les Politiques, opposé aux extrémistes de la Ligue, ami du chef des protestants français, Henri III de Navarre.
Il est couronné duc de Brabant, cérémonie qui vaut pour l'ensemble des provinces, en février 1582 à Anvers. Mais il se retrouve dans une situation ambiguë : il n'a aucun pouvoir de fait (le véritable leader des insurgés est Guillaume d'Orange) et, de droit, ses pouvoirs sont très limités. Cela explique qu'il va essayer de renforcer son autorité en attaquant Anvers (17 janvier 1583) : c'est la journée de la Franse Furie. C'est un échec ; malgré cela, les États généraux ne le révoquent pas.
Il reste donc prince des Pays-Bas jusqu'à sa mort (10 juin 1584). Le 10 juillet, Guillaume d'Orange est assassiné par un agent espagnol.
Les États généraux laissent le trône vacant, passant de fait à un système républicain : la république des Sept Provinces-Unies des Pays-Bas, dans laquelle ils deviennent « Leurs Seigneuries les États généraux ».

#### La reconquête d'Alexandre Farnèse et la reprise d'Anvers (1585)
Dans la période 1581-1585, le gouverneur général Alexandre Farnèse, fils de Marguerite de Parme, s'appuyant sur les provinces ralliées de l'union d'Arras, lance une vaste offensive dans le comté de Flandre et dans le duché de Brabant. Il reprend le contrôle des grandes villes : Bruges, Gand, Bruxelles, Malines, Louvain. En juillet 1584, il met le siège devant Anvers, quelques jours après la mort de Guillaume d'Orange.
Le siège d'Anvers dure plus d'un an. La ville tombe en août 1585. Quelques jours auparavant, la reine d'Angleterre, Élisabeth Ire, décide d'entrer formellement dans la guerre en signant le traité de Sans-Pareil (10 août 1585) avec les insurgés : elle ne veut pas que l'armée de Philippe II reprenne le contrôle des Dix-Sept Provinces.
La reprise d'Anvers est en effet dans cette période la dernière grande victoire de l'armée de Philippe II. Le front qui se crée alors va devenir la frontière entre les Provinces-Unies et les Pays-Bas espagnols (aujourd'hui entre la Belgique et les Pays-Bas). Les Provinces-Unies conservent le nord du duché de Brabant (Bois-le-Duc, Bréda), région plutôt catholique, qui va devenir un territoire sujet des États généraux (sans les droits des « provinces »).
Une autre conséquence de la reprise d'Anvers est le blocus mis en place par les marins hollandais sur le cours de l'Escaut, empêchant le trafic commercial d'atteindre Anvers, qui connaît un déclin, au profit des places hollandaises d'Amsterdam et de Rotterdam.

### Le Brabant dans les Pays-Bas espagnols (1581-1714)
À partir de 1585, les Pays-Bas sont divisés entre la république des Provinces-Unies et les provinces du sud (loyales ou reconquises), qu'on appelle couramment Pays-Bas espagnols (bien qu'elles soient toujours dans le Saint-Empire, contrairement aux Provinces-Unies qui ne le reconnaissent plus). C'est aussi une division religieuse : au sud, le protestantisme est officiellement interdit et pourchassé. Au nord, le catholicisme n'est pas strictement interdit, mais de fait les Provinces-Unies sont un bastion calviniste, refuge pour les protestants français et néerlandais du sud et pour les calvinistes anglais.

#### La guerre entre les Provinces-Unies et le roi d'Espagne (1585-1648)
La guerre ne s'achève pas à Anvers (Philippe II considère toujours les habitants des Provinces-Unies comme des sujets rebelles). Mais, dans un premier temps, le corps expéditionnaire envoyé par Elisabeth sous le commandement de Robert Dudley, comte de Leicester, permet aux Provinces-Unies d'arrêter l'offensive espagnole ; dans un second temps, l'échec de l'Armada espagnole de 1588, qui visait à renverser Elisabeth, à conquérir l'Angleterre puis à écraser les Provinces-Unies, sécurise leur situation pour des années.
Un nouvel épisode important est le siège d'Ostende (1601-1604), port insurgé non reconquis en 1585. Le successeur de Philippe II met fin à cette situation.
Quelques tentatives hollandaises ont lieu par la suite pour reprendre Anvers, mais toutes échouent.
- Compagnie des Indes orientales (1602)
- Trêve de douze ans (1609-1621)
- Compagnie des Indes occidentales (1621)
- Traité de Münster (janvier 1648) : le roi d'Espagne, souverain des Pays-Bas, reconnaît la république des Provinces-Unies comme un État de plein droit.

#### Les Pays-Bas espagnols face à l'expansion française sous Louis XIV
Un épisode de ces guerres est le bombardement de Bruxelles par l'armée française commandée par le maréchal de Villeroy.
Inutile d’un point de vue militaire, le bombardement de Bruxelles contribuera à faire pâlir en Europe l’étoile du Roi Soleil.[réf. nécessaire]
C'est l'époque où la France cherche à s'étendre vers le nord. Quelques Français sont tués par la riposte des « pierriers » (canons des remparts à courte portée). Mais les canons français, qui visent la flèche gothique de l'hôtel de ville, ne peuvent atteindre leur cible et c'est le centre de la cité qui est ravagé.
Il en résultera la reconstruction de la Grand-Place en style baroque.

### Période des Pays-Bas autrichiens (1714-1795)
Au début du XVIIIe siècle, la lignée des Habsbourg d'Espagne, celle des descendants de Philippe II, s'éteint.

#### La guerre de Succession d'Espagne (1700-1714) et le passage aux Habsbourg d'Autriche
Louis XIV place alors son petit-fils Philippe d'Anjou sur le trône espagnol, ce qui suscite la longue guerre de Succession d'Espagne (1700-1714).
En 1714, Philippe V reste roi d'Espagne, mais les Pays-Bas espagnols (qui n'appartiennent pas à l'Espagne, mais à la maison de Habsbourg) sont restitués à la branche autrichienne (descendants de Ferdinand Ier), en la personne de l'empereur Charles VI. C'est le début de ce qu'on appelle les « Pays-Bas autrichiens » (père de Marie-Thérèse).

#### Le gouvernement des Pays-Bas sous le règne de Charles VI
Les premiers gouverneurs qu'il envoie se font détester, s'efforçant, comme leurs prédécesseurs espagnols de rabaisser les pouvoirs locaux.
Le peuple se révolte contre le marquis de Prié, un Piémontais.
Les rapports sont meilleurs à partir de Wirich, comte de Daun, et Marie-Élisabeth d'Autriche.

#### L'incendie du Coudenberg (1731)
La nuit du 3 au 4 février 1731, le Palais du Coudenberg est ravagé par les flammes. Au matin, l’incendie a fait des victimes, le palais est en ruine et avec lui se perdent de nombreux chefs-d’œuvre ainsi qu’une large partie des archives.

#### Règne de Marie-Thérèse et de François de Lorraine (1740-1780)
Charles Alexandre de Lorraine est un personnage débonnaire et un efficace gestionnaire qui patronne l'urbanisation du quartier de la place Royale et du parc de Bruxelles dans un style classique appelé style français[réf. nécessaire] qu'il conserve encore aujourd'hui — fût-ce au niveau des façades seulement.

#### Règne de Joseph II (1780-1790)
Joseph II lance une politique de réformes qui vont susciter la révolte de ses sujets des Pays-Bas.

#### La révolution brabançonne (1789)
En 1789, le Brabant et les provinces voisines se révoltent contre les réformes politiques et religieuses de Joseph II, qui avait entrepris de moderniser et de démocratiser les institutions. Au niveau du Brabant et des Pays-Bas en particulier, l'objectif était de réformer la justice, de permettre aux protestants et aux Juifs d'exercer un métier dans les corporations, d'instaurer la séparation des pouvoirs, de diviser les Pays-Bas en neuf cercles (qui deviendront les neuf départements puis les neuf provinces), règlementer les jours de congé des corporations qui, à son estime, entraînent beaucoup trop de journées perdues. De plus, en bon adepte du fébronianisme il désire s'attaquer aux privilèges du clergé et des abbayes qui possèdent les deux tiers du territoire brabançon, réglementer les fêtes religieuses. Il entreprend aussi de fermer certaines abbayes et couvents ne remplissant aucun rôle social considérés comme improductifs mais vivant grassement de la dîme donnée par le peuple.
Irrités par ce qu'ils considèrent comme des atteintes à leurs chartes séculaires, les Brabançons, épaulés par les provinces voisines du Brabant, se soulèvent le 18 juin 1789 et, sous le commandement d'un enfant du pays, le général Jean-André van der Mersch battent les troupes impériales le 27 octobre. Les Pays-Bas autrichiens se proclament alors indépendants sous le nom d'États belgiques unis le 31 janvier 1790. Mais les révolutionnaires, absorbés par les différends entre les progressistes, représentés par l'avocat Vonck, et les conservateurs représentés par l'avocat Henri van der Noot, ne pourront organiser le pays et l'armée, avant le retour en force des troupes et du pouvoir impérial.

### Fin du duché de Brabant (1795)

#### Période française
La France, en guerre avec tous les souverains européens, finit par l'emporter en 1795. Et les Pays-Bas du Sud, Brabant compris, sont cédés officiellement par l'empereur François II, dernier empereur élu du Saint-Empire, à la France par le traité de Campoformio en 1797. La partie méridionale du duché de Brabant est partagée en 1795 entre deux départements, celui de la Dyle au sud (chef-lieu Bruxelles) et celui des Deux-Nèthes au nord (chef-lieu Anvers).

#### Évolutions ultérieures
Le territoire couvert par les départements de la Dyle et d'Anvers fera partie, tout comme la partie nord, du royaume uni des Pays-Bas créé par le congrès de Vienne pour reconstituer les Pays-Bas bourguignons. Puis, après la sécession des provinces du sud, il se retrouvera inclus dans la Belgique lors de sa création en 1830. Le nouvel État se compose alors de neuf provinces, dont la province de Brabant qui conserve le nom attribué à la région depuis au moins 1 100 ans. Cette province sera scindée en Brabant wallon et Brabant flamand en 1995.
Par arrêté royal du 16 décembre 1840, le titre honorifique de duc de Brabant est donné à l'héritier du trône, fils ou fille du Roi des Belges.

## Institutions brabançonnes

### Cour féodale de Brabant

#### Historique de cette cour
Cette institution remonterait au XIe siècle, dès que des fiefs apparaissent, donc de l'époque des princes, comtes ou ducs de Brabant et de Lothier. Au début, l'institution n'est pas permanente, mais s'assemble là où est le prince, tantôt dans une ville, tantôt dans une autre, ou bien dans une abbaye ou quelque résidence favorite. Le suzerain en personne préside la cour jusqu'à ce que Philippe le Bon crée en 1430 un lieutenant pour le remplacer durant ses absences du duché de Brabant. Dès lors, le siège de la cour se situe à Bruxelles et parfois à l'hôtel de ville au XVIe siècle. Ce tribunal, par la nature de ses attributions, est toujours resté étranger aux événements politiques et n'a pas joué de rôle aussi important que le conseil de Brabant.

#### Attributions de cette cour
La cour féodale enregistre l'existence et le contour des fiefs des vassaux, jugeant les contestations sur les droits réels des fiefs, qui peuvent se mouvoir soit entre vassaux, soit entre un vassal et son suzerain. Elle forme une cour souveraine et ne reçoit d'ordres que du gouvernement, en étant nullement soumise au ressort du conseil de Brabant. Elle juge par arrêt et sans appel, sauf quand Charles Quint établit par un édit de 1523 que la sentence peut être révisée par l'intervention de huit juges pris dans d'autres tribunaux supérieurs ou parmi les docteurs en droit de l'université de Louvain.

#### Ressort de cette cour
Le territoire sur lequel la cour féodale exerce sa juridiction est très-étendu. Il embrasse le duché de Brabant, le duché de Limbourg et les pays d'Outremeuse. En outre, un grand nombre de seigneuries très importantes, étrangères au Brabant, relèvent directement d'elle, comme celles de Petersheim , Limborch, Breiten bend, Kerpen, Lommersum, Witthem, Rinsberg, Schaesberg, Bocholtz, Alstorff, Kerkrode, Ubach, Bolland, Mopertingen, Kessenich, comté de Meghem, comté de Geleen, Hoensbroeck, Herstal, Argenteau, Russon, Nederen, Peen et d'autres encore.

### États de Brabant
Durant la période autrichienne, les États du Brabant sont divisés en quatre catégories de membres de droit : deux évêques, onze grandes abbayes, les membres de la haute noblesse et les représentants des trois chef-villes, lesquels votent en corps.
- Les représentants du clergé sont l'archevêque de Malines et l'évêque d'Anvers.
- Les représentants des abbayes sont les onze abbés des abbayes de Vlierbeck, Villers, Saint-Bernard, Saint-Michel, Grimbergen, Parc, Heylissem, Averbode, Tongerloo, Dieleghem et Sainte-Gertrude de Nivelles.
- Les représentants de la haute noblesse sont ceux qui portent au moins le titre de baron, titre affecté sur une terre seigneuriale du Brabant, en disposant, de plus, d'un certain revenu et d'une noblesse à quatre quartiers. L'abbé de Gembloux est le premier noble des États.
- Les représentants des villes, souvent nobles ou patriciens, sont uniquement ceux des trois chefs-villes, Louvain, Bruxelles et Anvers. A priori, chaque ville peut envoyer autant de députés qu'elle le souhaite. Cependant, le Magistrat élit toujours le premier bourgmestre et le conseiller pensionnaire. Bruxelles leur adjoint son premier échevin. Chacune des chef-villes a trois corps délibérants, qu'on appelle les trois membres : le collège des bourgmestres ou le Magistrat, le large conseil, composé des personnes sorties du Magistrat, et enfin les nations, dans lesquelles se retrouvent les corporations de métiers. Cette participation aux États de Brabant (en) n'est pas une représentation par ordre (comme en France, le clergé, le noblesse et le tiers état) mais une représentation suivant les diverses puissances territoriales ou urbaines du duché. Ainsi des membres du clergé siégeaient comme barons, des représentants des villes étaient nobles. Les nobles n'étaient pas représentés comme ordre, et la plupart des membres du clergé et de la noblesse étaient exclus.

## Subdivisions administratives
Dans un contexte féodal et évolutif de répartition du pouvoir à une époque où il n'y avait pas de séparation des pouvoirs et dans la mesure où des sources précises font défaut, comprendre le partage du territoire en unités administratives s'avère complexe. Selon les compétences — judiciaires ou fiscales, par exemple — les ressorts (territoires où elles s'appliquent) peuvent se chevaucher. Ce chapitre vise donc à présenter les différentes divisions qui ont pu exister au sein du duché de Brabant.
Le duché est principalement divisé en diverses seigneuries vassales du duc de Brabant, où les seigneurs disposent de la haute ou de la basse justice. De nombreuses villes fortifiées échappent au système féodal et ont reçu une charte de franchise leur permettant de se gouverner elles-mêmes et de donner à certains de leurs habitants le droit de bourgeoisie qui permet à leurs titulaires d'échapper au droit seigneurial et de ne relever que des tribunaux de leur ville.
Parmi ces villes les quatre chefs-villes de Louvain, Bruxelles, Anvers et Bois-le-Duc, seules villes représentées aux États de Brabant, sont à la tête d'un quartier.

### Les quatre quartiers des chefs-villes de Brabant
Le duché de Brabant était divisé en quatre quartiers (kwartier en néerlandais). Le quartier est une unité territoriale pour la fiscalité et la représentation aux États de Brabant. Le duché comptait quatre quartiers : Bruxelles, Louvain, Anvers et Bois-le-Duc.

#### Quartier de Louvain
Le quartier de Louvain couvrait :
- la ville de Louvain ;
- les douze mairies de Heverlee, Kumtich, Grez, Mont-Saint-Guibert, Incourt, Gest, Jauche, Dongelberg, Jodoigne, Orp, Hannut et Landen ;
- le pays de Hageland — zone délimitée par les villes de Louvain, Diest, Aarschot et Tirlemont, soit l'est de l'actuelle province du Brabant flamand ;
- le pays de Sichen[33] ;
- le duché d'Aerschot.

#### Quartier de Bruxelles
Le quartier de Bruxelles comprenait :
- la ville de Bruxelles ;
- le territoire couvert par la cuve de Bruxelles (Kuip van Brussel), composée de Saint-Josse-ten-Noode, Ixelles, Saint-Gilles, Schaerbeek, Molenbeek-Saint-Jean, Laeken, Forest et Anderlecht ;
- l'ammanie de Bruxelles, composée des six mairies de Vilvorde, Kampenhout, Rhode, Asse, Merchtem et Kapelle ;
- les mairies de La Hulpe, Genappe, Nivelles, Gaesbeek, Enghien, Grez, Mont-Saint-Guibert et Grimbergen.

L'extension du quartier de Bruxelles fait bien apparaître que le quartier, la cuve, l’ammanie et la mairie sont des entités distinctes en termes de compétences.

#### Quartier d'Anvers
Le quartier d'Anvers comprenait :
- le marquisat d'Anvers composé, outre la ville d'Anvers, des mairies de Ryen, Turnhout, Zandhoven, Herentals, Geel et Arckel ;
- la seigneurie de Malines (Heerlijkheid Mechelen) ;
- le marquisat de Berg-op-Zoom (ou de Bergues-sur-le-Zon) ;
- la baronnie de Breda ;
- la seigneurie de Steenbergen ;
- la seigneurie de Willemstad.

#### Quartier de Bois-le-Duc
Le quartier de Bois-le-Duc comprenait :
- le bailliage de Bois-le-Duc ;
- le pays de Cuijk ;
- la ville de Grave.

### L'ammanie
L'ammanie est un ressort judiciaire, placée sous la responsabilité d'un amman. Cette fonction existe à Bruxelles depuis le XIIe siècle.

### Articles et catégorie connexes
- Liste des ducs de Brabant
- Liste des duchesses de Brabant
- Catégorie « Famille originaire du duché de Brabant »
- Siger de Brabant
- Conseil souverain de Brabant
- Chambre des comptes de Bruxelles
- Comté de Dalhem
- Duché de Limbourg
- Chorographia sacra Brabantiae